# 滨海蒙马丹
滨海蒙马丹（法語：Montmartin-sur-Mer，法語發音：[mɔ̃maʁtɛ̃ syʁ mɛʁ]）是法国芒什省的一个市镇，属于库唐斯区。

## 地理
滨海蒙马丹（48°59'19"N, 1°31'29"W）面积9.81 平方千米，位于法国诺曼底大区芒什省，该省份为法国西北部沿海省份，西、北、东北三面环大西洋，东起顺时针与卡爾瓦多斯省、奧恩省、马耶讷省和伊勒-维莱讷省接壤。
与滨海蒙马丹接壤的市镇（或旧市镇、城区）包括：滨海欧特维尔、滨海勒涅维尔、谢讷河畔凯特勒维尔、谢讷河畔奥尔瓦勒。

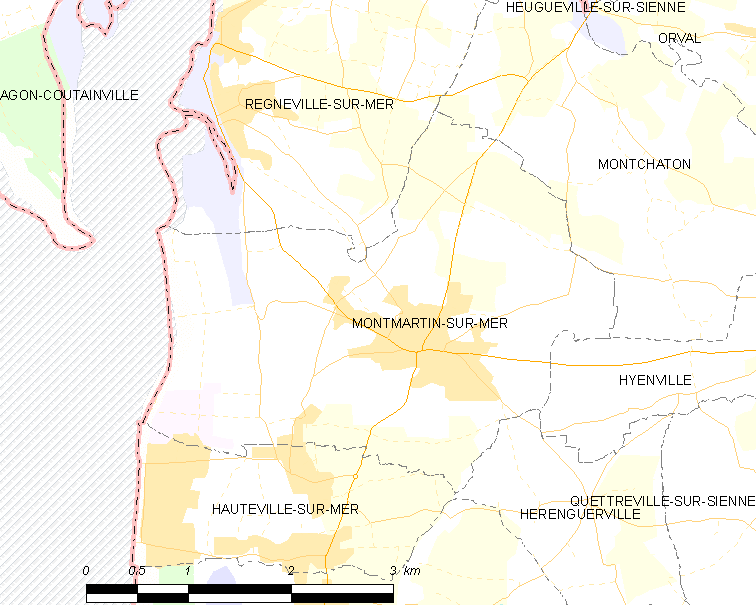
滨海蒙马丹的OSM定位图

滨海蒙马丹的时区为UTC+01:00、UTC+02:00（夏令时）。

## 行政
滨海蒙马丹的邮政编码为50590，INSEE市镇编码为50349。

## 政治
滨海蒙马丹所属的省级选区为谢讷河畔凯特勒维尔县。

## 人口

1962-2008年间滨海蒙马丹人口变化图示

滨海蒙马丹于2022年1月1日时的人口数量为1413人。